# BMW F 800 R
La BMW  F 800 R ou F 800R est un modèle de motocyclette de la marque BMW, présentée lors du salon de Milan 2008, pour une commercialisation en 2009. Elle vient rejoindre les modèles S, ST et GS de la gamme 'F'.
Elle est aussi disponible en version A2, bridée à 34 chevaux pour les jeunes permis.

## Spécifications

### Moteur
Le moteur est un bicylindre en ligne Rotax de 798 cm3 développant 87 ch à 8 000 tr/min, pour un couple de 8,6 mkg à 6 000 tr/min. 
L'architecture moteur reprend celle des modèles S et ST, à savoir une inclinaison des cylindres de 30° vers l'avant, et un décalage de 360° des temps moteurs, d'où une sonorité assez proche des moteurs à plat de la même marque. 
La différence avec les autres modèles 'F' se fait par l'utilisation d'un carter demi-sec, et un raccourcissement des trois derniers rapports de vitesse. La R, à l'instar de la GS, utilise une transmission finale par chaîne, alors que les modèles S et ST utilisent une courroie.

### Partie cycle
Reprenant les caractéristiques des modèles S et ST, la R est construite autour d'une châssis périmétrique à double poutres en aluminium, conférant à la moto un poids à vide de 177kg. Le bras oscillant vient se fixer sur le bloc moteur.
La suspension se compose à l'avant d'une fourche télescopique, plus classique en comparaison des gros modèles de BMW, et d'un amortisseur à l'arrière. 
La 'R' est équipée d'un freinage Brembo, avec à l'avant deux étriers de 4 pistons mordant deux disques de 320mm, et à l'arrière un étrier à 2 piston et un disque de 265mm. Les durites de freins sont d'origine en acier tressé, et l'ABS est disponible en option.

### Électronique
La F800R est équipée de l'ordinateur de bord BMS-K, qui gère entre autres l'ABS.
Une des fonctions de cet ordinateur est l'utilisation des données d'une sonde sur le collecteur d'échappement (la sonde lambda), pour déterminer la richesse du mélange qu'il délivre, et si nécessaire corriger cette richesse, en modifiant la cartographie d'injection. Cette fonctionnalité permet d'effectuer des modifications mineures sur la veine gazeuse (filtre à air, cornets d'admission, ligne d'échappement) sans avoir à passer par un banc de puissance. 
La richesse cible de l'ordinateur est le ratio stœchiométrique de l'essence (14,7:1).

## Modifications

### 2012

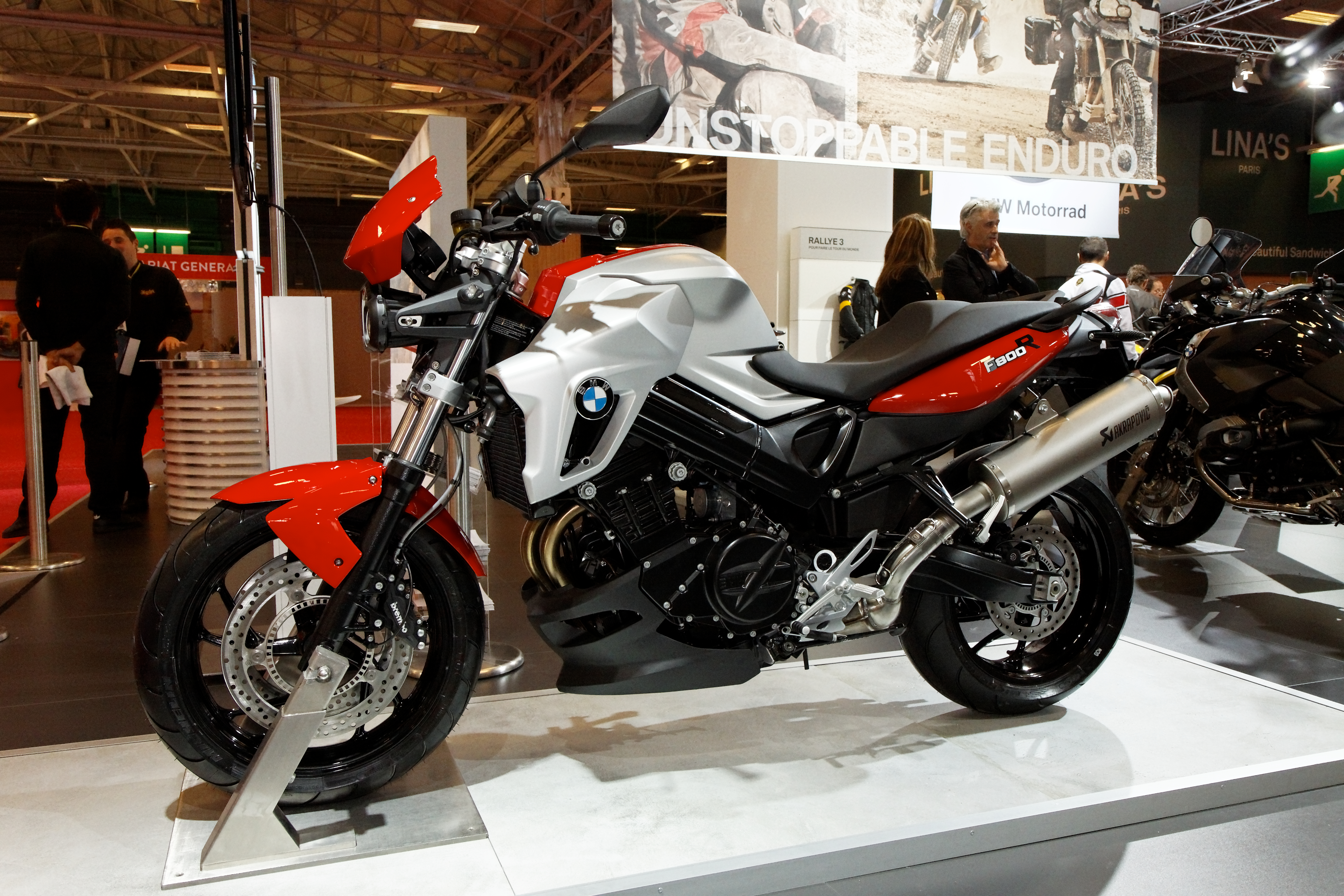
F 800 R 2012

En 2012, BMW apporte des petites modifications esthétiques à la F800R, au niveau des écopes de radiateur, du garde-boue et des clignotants.

### 2015
Pour la version de 2015, BMW modifie sensiblement la 'R'.
Tout d'abord esthétiquement, en revoyant les carénages du faux réservoir et en supprimant l'optique asymétrique, jusque-là caractéristique de la R et de la GS. Le tableau de bord passe partiellement en numérique.
Au niveau du moteur, BMW parvient à pousser le moteur à 90 ch à 8 000 tr/min, et 8,8 mkg à 5 800 tr/min, et raccourcit les deux premiers rapports de vitesse pour améliorer les relances. La moto peut toujours être bridée en A2, mais cette fois à 48ch.
Et pour la partie cycle, la fourche télescopique classique est remplacée par une fourche inversée, et les fixations des étriers avant passent de axiales à radiales.